# Antyle Holenderskie na Letnich Igrzyskach Olimpijskich 1964
Antyle Holenderskie na Letnich Igrzyskach Olimpijskich 1964 reprezentowało 4 zawodników, byli to sami mężczyźni.

## Szermierka
Mężczyźni
- Jan Boutmy

Szabla indywidualnie - odpadł w pierwszej rundzie

## Podnoszenie ciężarów
Mężczyźni
- Hector Curiel

Waga kogucia - 19. miejsce
- Rudy Monk

Waga lekka - 17. miejsce
- Fortunato Rijna

Waga lekkociężka - 14. miejsce